# Usk (fiume)
L'Usk (Afon Wysg in gallese) è un fiume del Galles sud-orientale.

## Geografia
Il fiume nasce dal Fan Foel nella catena delle Carmarthen Fans nel territorio del parco nazionale di Brecon Beacons.
Poco dopo le sorgenti il fiume forma la Usk Reservoir, un lago artificiale posto al confine della contea di Carmarthenshire e quella di Powys. Una volta uscito dal lago l'Usk entra nel Powys e scorre verso est attraverso il villaggio di Sennybridge e la cittadina di Brecon. Si spinge poi verso sud-est ed entra nel territorio del Monmouthshire e dopo aver lambito Abergavenny bagna la cittadina di Usk posta in un'ampia vallata. Nell'entrare nel territorio del distretto unitario di Torfaen si dirige verso ovest e bagna la città di Caerleon prima di sfociare a sud nel canale di Bristol con un lungo estuario che attraversa la città di Newport. Il fiume riceve le acque dell'Afon Honddu, il suo principale affluente, ad Abergavenny.

## Via di comunicazione
L'Usk alla foce è il fiume più profondo delle isole britanniche. Ciò ha favorito da sempre il suo uso come via di comunicazione dal canale di Bristol verso l'interno del Galles sud-orientale.
Inoltre le sue acque alimentano il canale Mounmouthshire & Brecon che costeggia l'Usk da Brecon fin oltre Abergavenny, per poi dirigersi verso sud e dopo aver attraversato Pontypool e Cwmbran arrivare fino a Newport. 
Esistono piani per collegare il fiume Usk con il canale a Newport.